# Dawn Wofford
Pour les articles homonymes, voir Wofford.
Dawn Palethorpe épouse Wofford (née le 23 mai 1936 à Kidderminster, morte le 12 juin 2015 à Studley) est une cavalière britannique de saut d'obstacles.

## Carrière
Dans les années 1950 et 1960, l'équitation devient un sport médiatique grâce à la télévision qui notamment monte une rivalité entre Pat Smythe et Dawn Palethorpe.
Fille de Jack Palethorpe, industriel dans l'alimentaire, Dawn apprend à monter à poney à deux ans avant de pouvoir marcher. Son père est un sportif polyvalent passionné qui aime les sports d'hiver comme le hockey sur glace et le ski, est aussi un plaisancier, un joueur de polo et un chasseur. La maison possède une piscine et un court de tennis, la famille pratique la natation et le tennis. Elle passe des poneys aux chevaux en 1953 et l'année suivante est championne nationale féminine avec Holywell Surprise. Son cheval suivant est Earlsrath Rambler. Le couple remporte la Coupe Queen Élisabeth II au Royal International Horse Show en 1955 et 1956 ; la soeur de Dawn, Jill Palethorpe, l'avait remporté en 1950 à 17 ans. Elle fait partie de la réserve de l'équipe britannique aux Jeux olympiques d'été de 1956 à Stockholm. Elle rencontre alors son futur mari Warren Wofford, le fils du colonel John William Wofford, le premier président de l'équipe équestre américaine ; ils se marient l'année suivante, elle devient ainsi la belle-sœur de James C. Wofford et de John Wofford. Après la retraite d'Earlsrath Rambler, son prochain cheval est l'ancien cheval de son mari, Hollandia. Ils remportent une médaille d’argent aux Championnats d’Europe féminins à Copenhague quelques mois avant les Jeux Olympiques.
Dawn Wofford participe aux Jeux olympiques d'été de 1960 à Rome. Elle prend part à l'épreuve individuelle et finit 20e. Les mauvais résultats de l'équipe britannique ne permettent pas sa présence à l'épreuve par équipes.
Peu de temps après les Jeux olympiques, elle prend sa retraite pour élever sa famille. Elle s'investit dans le Pony Club et devient la première femme présidente de l'association en 1991. En 1992, elle réécrit le manuel d'éducation du Pony Club, en dépit de sa dyslexie. Elle suit une formation de professeur de musique et a un amour de la musique et de l'opéra. Après la mort de Warren en 1997, elle reprend la chasse dans la soixantaine. En 2013, un cancer des os a été diagnostiqué chez Wofford, qui est décédée en juin 2015 à l'âge de 79 ans.